# Ramazan Gadżymuradow
Ramazan Irbajchanowicz Gadżymuradow (ros. Рамазан Ирбайханович Гаджимурадов, ur. 9 stycznia 1998 w Chasawiurcie) – rosyjski piłkarz pochodzenia kumyckiego, grający na pozycji lewego lub prawego skrzydłowego w rosyjskim klubie Rotor Wołgograd, do którego jest wypożyczony z Urału Jekaterynburg. Były, młodzieżowy reprezentant Rosji.